# شرف‌الدوله دیلمی
شیردل دیلمی (درگذشتهٔ ۱ جمادی‌الثانی ۳۷۹ ه‍.ق) ملقب به شرف‌الدوله و مُکَنّیٰ به ابوالفوارس پسر عضدالدوله دیلمی و از امیران آل بویه و برادر بزرگتر صمصام‌الدوله و بهاءالدوله دیلمی بود. حکومت آل بویه در زمان او و برادرانش از دوران اوج زمان پدرشان فاصله گرفت و به سمت ناآرامی و تجزیه پیش رفت.

## زندگی

### اختلاف با صمصام‌الدوله
با مرگ عضدالدوله در شوال ۳۷۲ قمری (مارس ۹۸۳ میلادی)، از آنجایی که وی جانشینی برای خود تعیین نکرده بود بزرگان قوم اعلام وفاتش را برای سه ماه به تعویق انداختند تا فرزندش ابوکالیجار مرزبان حاضر گردید و از خلیفه الطائع خواستند برای او فرمان صادر و لوازم سلطنت از قبیل خلعت و لواء و القاب را به او عطا کند. خلیفه پذیرفت و در محرم ۳۷۳ ق (ژوئن ۹۸۳ م) او را «صمصام‌الدوله» لقب داد. سپس مرگ عضدالدوله را آشکار ساختند و طبق وصیت او جسدش را در نجف به خاک سپردند.
با امارت صمصام‌الدوله، چون شرف‌الدوله که از جانب عضدالدوله والی کرمان بود از مرگ پدر مطلع شد رهسپار فارس گردید و آنجا را به تصرف درآورد. پس از آن سپاهی را که صمصام‌الدوله به جنگ او فرستاده بود شکست داد. در سال ۳۷۵ یکی از سرداران بزرگ دیلمی به نام اَسوار به مخالفت با صمصام‌الدوله برخاست و بسیاری از سپاهیان به او پیوستند. آنان تصمیم گرفتند که از شرف‌الدوله فرمانبرداری کنند و ابونصر (ملقب به بهاءالدوله پسر سوم عضدالدوله که پانزده سال داشت) را به نیابت از طرف شرف‌الدوله در بغداد به فرمانروایی برسانند. اما چنین نشد و صمصام‌الدوله یکی از سرداران خود به نام فولاد زماندار را به جنگ اسوار فرستاد و او را شکست داد و ابونصر برادر کوچکتر خود را اسیر کرد و به زندان انداخت.
در همین سال شرف‌الدوله از شیراز به قصد اهواز بیرون آمد و آنجا را تصرف کرد. سپس بصره را نیز به دست آورد. چون صمصام‌الدوله از این موضوع آگاه شد به او پیشنهاد آشتی داد و دو برادر در ماه صفر سال ۳۷۵ قمری (ژوئن ۹۸۶) با یکدیگر پیمان بستند و شرط کردند که در عراق به نام شرف‌الدوله خطبه خوانده شود و صمصام‌الدوله در آنجا باقی بماند (به نیابت از طرف شرف‌الدوله) و شرف‌الدوله بر فارس و خوزستان و بصره حکومت کند و ابونصر از زندان آزاد گردد.
چندی بعد شرف‌الدوله به قصد تصرف بغداد به راه افتاد. سپاه صمصام‌الدوله هم از فرمان او سرپیچی کردند. وی ناگزیر با خواص خود نزد شرف‌الدوله رفت؛ اما به محض اینکه از مجلس او بیرون آمد، دستگیر شد. شرف‌الدوله در رمضان سال ۳۷۶ (ژانویه ۹۸۷) در حالی که صمصام‌الدوله را به بند کشیده بود وارد بغداد شد.

### مرگ
شرف‌الدوله در اول جمادی‌الثانی ۳۷۹ (۶ سپتامبر ۹۸۹) درگذشت. مدت حکومت وی در عراق دو سال و هشت ماه بود. وی ۲۸ سال عمر کرد و جسد او را در نجف دفن کردند. پس از عضدالدوله او دومین امیر آل بویه بود که در نجف دفن شد. وی در اوج بیماری فرمان کور کردن صمصام‌الدوله را صادر کرد که دستور او پس از مرگش انجام شد. پس از شرف‌الدوله برادر نوزده ساله‌اش ابونصر ملقب به بهاءالدوله جایش را گرفت.